# طینه
طینه (به عربی: طینة) یک منطقهٔ مسکونی در تونس است که در استان صفاقس واقع شده‌است. طینه ۳۳٬۵۲۹ نفر جمعیت دارد.